# Rothschildia lichtenba
Rothschildia lichtenba är en fjärilsart som beskrevs av Dyar 1912. Rothschildia lichtenba ingår i släktet Rothschildia och familjen påfågelsspinnare. Inga underarter finns listade.